# Dries van Merendree
De Dries van Merendree is een dries nabij de tot de Oost-Vlaamse gemeente Deinze behorende plaats Merendree, gelegen aan de Biezestraat.
Het betreft een driehoekig plein op een hoger gelegen deel van de vallei van de Oude Kale, dat nooit tot een open kouter is kunnen uitgroeien.
Om het driehoekige grasveld ontstond een kleine bewoningsconcentratie en het geheel stond in de 17e en 18e eeuw bekend als het Overpoucke Driesschelken.
De dries bevat een drinkpoel en is langs de randen met bomen beplant.